# Attaque du 22 février 2025 à Mulhouse
L’attaque du 22 février 2025 à Mulhouse dit attentat de Mulhouse est une attaque terroriste islamiste perpétrée le 22 février 2025 à Mulhouse.
L'attaque, survenue vers 15 h 40 à proximité du marché du canal couvert, en plein cœur d'un quartier populaire de la ville et en marge d'une manifestation de soutien au Congo, fait un mort et au moins sept blessés dont deux graves,. L'assaillant a crié « Allah Akbar » en attaquant des policiers municipaux puis un civil s'interposant, précise le parquet.
Le parquet national antiterroriste (PNAT) est saisi de l'affaire.

## Suspect
Le suspect est identifié comme Brahim Abdessemed, 37 ans, né le 20 avril 1987 dans la ville de Batna en Algérie.
Il est connu par les services de renseignement pour terrorisme et sa radicalisation islamiste, son nom est inscrit dans le fichier des signalements pour la prévention de la radicalisation à caractère terroriste (FSPRT).
Brahim Abdessemed était visé par une obligation de quitter le territoire français (OQTF). Placé au CRA de Strasbourg Geispolsheim en mars 2024, il a été libéré le 19 juin suivant et était depuis sous contrôle judiciaire, assigné à résidence. Il présentait également des troubles psychiatriques.
Abdessemed est déjà connu de la justice, condamné en décembre 2023 à six mois de prison ferme et une interdiction de territoire français (ITF) pour apologie du terrorisme à la suite de la publication d'une vidéo — d'une durée de 15 minutes — dans laquelle il lit des versets du coran et appelle les musulmans « à se battre pour la Palestine, à prendre les armes et à combattre les mécréants ».

## Victimes
Le bilan fait état de un mort et de sept blessés grièvement,, :
- Lino Sousa Loureiro, un homme de nationalité portugaise âgé de 69 ans, né a Ermesinde et arrivé en France en 1992. Marié et père de deux enfants il était un membre actif de l’Association des Portugais de Mulhouse [11].
- cinq policiers, dont un touché à la carotide et un autre au thorax ;
- deux agents du stationnement

## Réactions
Emmanuel Macron adresse « la solidarité de la nation » aux familles des victimes. Il évoque un « acte terroriste islamiste qui ne fait pas de doute ». Le chef de l'État a interrompu sa visite au salon international de l'agriculture en soutien aux victimes.
Le ministre de l'Intérieur Bruno Retailleau se rend à Mulhouse dans la soirée. Il indique que l'Algérie « a refusé à dix reprises » de reprendre Brahim Abdessemed.
François Bayrou affirme que les autorités algériennes ont refusé 14 fois de délivrer un laissez-passer consulaire pour reprendre le suspect de l'attaque du 22 février 2025 à Mulhouse.

## Enquête
Le 23 février 2025, quatre personnes sont en garde à vue dont l'auteur de l'attaque au couteau.